# Die Freundschaft (Zeitschrift)
Die Freundschaft (oder nur: Freundschaft) war eine deutsche Zeitschrift für homosexuelle Männer, die von 1919 bis 1933 erschien. Sie wird heute als wichtigste deutsche Homosexuellenzeitschrift der Weimarer Republik,  insbesondere in der Zeit bis 1922, angesehen. Anfang 1923 verlor sie jedoch ihre Bedeutung als zentrales Organ der deutschen  Homosexuellenbewegung.

## Geschichtliche Entwicklung
Die Freundschaft erschien am 13. August 1919 mit einer Startauflage von 20.000 Exemplaren, die sich kontinuierlich steigerte. Über eine Auflage von 40.000 bis 50.000 Exemplaren ist sie vermutlich aber nicht hinausgekommen. Sie trug mit dazu bei, dass sich eine homosexuelle Publizistik etablieren konnte, die während der Zeit der Weimarer Republik rund 20–30 unterschiedliche Zeitschriften hervorbrachte. Die Freundschaft hatte eine Vorreiterrolle, was auch dadurch deutlich wird, dass 1922 zwei Konkurrenzblätter (Freundschaft und Freiheit; Uranos) in der Freundschaft aufgingen. Es war der Beginn einer Massenpublizistik, die eine eher wissenschaftliche Publizistik (Magnus Hirschfeld, das WhK und das Jahrbuch für sexuelle Zwischenstufen) und diejenige einer eher elitären Bewegung (Adolf Brand und Der Eigene) hinter sich ließ. Von 1919 bis 1923 erschien die Freundschaft wöchentlich und steigerte ihre Seitenzahl von zunächst vier auf später 16 Seiten. Vor der Inflation betrug der Preis meistens 10 Pfennig pro Blatt, also z. B. 40 Pfennig für acht Seiten. Im Vergleich zu Tageszeitungen war sie damit recht teuer, was von einigen Käufern kritisch angemerkt wurde.

## Mitarbeiter und Unterstützer
Die wichtigste Person hinter der Freundschaft war der Herausgeber und Verleger Karl Schultz, der später auch als Versandbuchhändler mit Fotos und Büchern in Erscheinung trat. Ab Juli 1928 erschien die Freundschaft im Phoebus-Verlag von Kurt Eitelbuß. Der verantwortliche Redakteur war zunächst Max Danielsen (1920 bis 1922), der später von Georg Plock abgelöst wurde. Wichtig für den Erfolg der Zeitschrift waren auch prominente Aktivisten wie Ferdinand Karsch-Haack, Kurt Hiller und Richard Linsert, die die Freundschaft mit Beiträgen unterstützten. Alle diese Männer hatten eine Nähe zur frühen Homosexuellenbewegung, sei es durch Tätigkeit im Deutschen Freundschaftsverband (DFV) oder auch über persönliche Kontakte.
Zu Beginn wurde die Zeitschrift auch vom Wissenschaftlich humanitären Komitee (WhK) unterstützt. Der Vorsitzende Magnus Hirschfeld unterstützte die Macher der Freundschaft später auch vor Gericht. Als die Verantwortlichen wegen Verbreitung unzüchtiger Schriften vor Gericht standen, bescheinigte er in einem Gutachten, dass das Interesse der Freundschaft darin bestehe, gleichgeschlechtliche Beziehungen auf eine höhere Stufe zu heben. In der Freundschaft veröffentlichte Hirschfeld in den Jahren 1922 und 1923 in insgesamt 53 Folgen auch autobiographische Texte über die Geschichte der Homosexuellen seit der Wilhelminischen Zeit, die 1986 unter dem Titel Von einst bis jetzt als Buch erschienen.

## Zielgruppe und Vernetzung

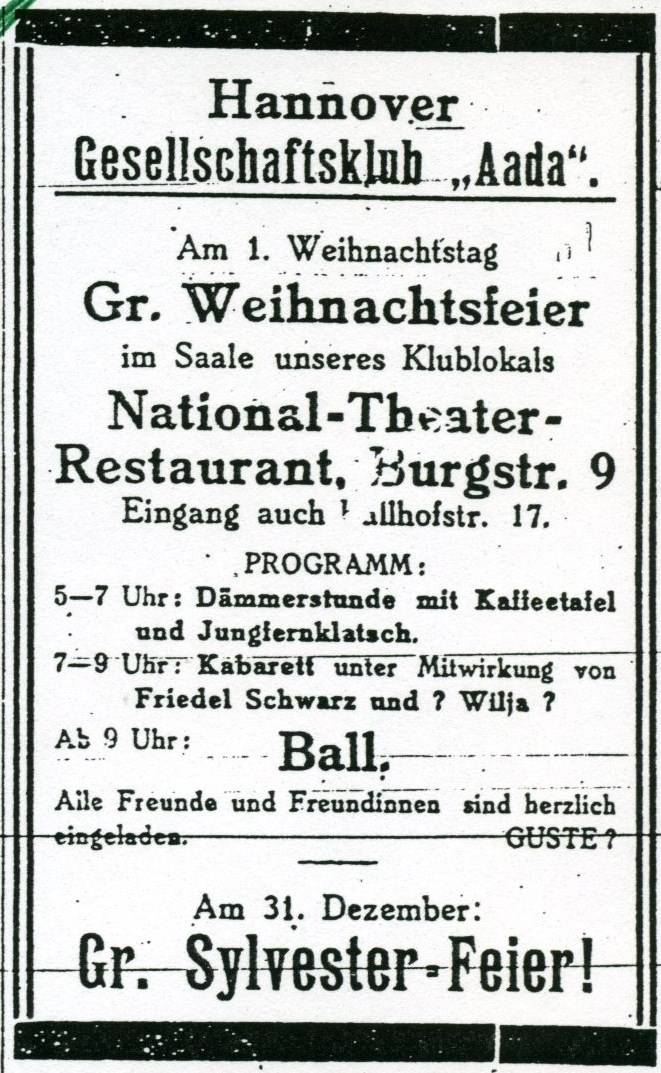
Anzeige des Gesellschaftsklubs Aada in Hannover für eine Weihnachtsfeier mit dem Kabarettisten Friedel Schwarz mit einer Einladung an „alle Freunde und Freundinnen“, 1919/1920

Mit der Zeitschrift wurden nicht Schwule und Lesben, sondern meistens Freunde und Freundinnen angesprochen. Freundschaft als Metapher für Homosexualität zu verwenden war für die Homosexuellenbewegung der 1920er-Jahre (und später in den 1950er-Jahren) typisch. Einige spätere Hefte trugen Untertitel wie Monatsschrift für ideale Freundschaft oder – etwas deutlicher – Monatsschrift für den Befreiungskampf andersveranlagter Männer und Frauen. In ihren Überschriften – insbesondere zum § 175 StGB wie Aufhebung des § 175 (Heft 1) – machte die Zeitschrift jedoch unmissverständlich deutlich, für wen sie das Sprachrohr sein wollte.
Mit ihren Beiträgen trug die Freundschaft entscheidend zur Bildung lokaler Freundschaftsbünde in vielen Städten und zur Vernetzung dieser Gruppen bei. Die diversen Freundschaftsbünde, die sich 1919 und 1920 gründeten, schlossen sich im August 1920 zum Deutschen Freundschaftsverband (DFV) als Dachverband zusammen. Dadurch wurde die Freundschaft auch zum Organ des DFV, der sich 1923 in Bund für Menschenrecht (BfM) umbenannte. Nach Gründung des DFV im August 1920 nannte sie sich im Untertitel Offizielles Organ des Deutschen Freundschaftsverbandes. Möglicherweise geschah dies auch, um als vermeintlich internes Vereinsblatt für die Zensur weniger angreifbar zu sein. 1923 wurde der Verein Deutscher Freundschaftsverband (DFV) in Bund für Menschenrecht umbenannt.

## Politik
Die Zeitschrift hatte zwei politische Hauptziele: die Abschaffung des § 175 RStGB und die Aufklärung über Homosexualität. Im ersten und zweiten Heft gab die Redaktion unter der Überschrift Was wir wollen! ihre Anliegen und Ziele so bekannt:

„Die Freundschaft
- will allen freidenkenden Freunden und Freundinnen ein aufklärender, belehrender und unterhaltender, in trüben Stunden aufrichtender guter Freund und Berater in allen Lebenslagen sein.
- will die Interessen der freidenkenden ledigen Personen in jeder Weise vertreten.
- will allen denjenigen, welchen durch wirtschaftliche Verhältnisse oder [aus] sonstigen Gründen der ersehnte ideale freundschaftliche Verkehr erschwert wird, ein Vermittler sein.
- vertritt den Standpunkt der freien Selbstbestimmung und Verfügung des erwachsenen Individuums über sich selbst.
- will kein Skandal- und Sensationsblatt sein, sondern eine auf idealer Grundlage aufgebaute, mit dem Zuge der Zeit gehende, aufklärende, freidenkende Wochenzeitschrift.“

## Redaktionelle Beiträge
Die Freundschaft thematisierte häufig die rechtliche Situation von Homosexuellen, z. B. die diversen Versuche, den § 175 RStGB zu streichen. Auch die gesellschaftliche Situation wurde regelmäßig beleuchtet. Für die Leser-Blatt-Bindung bot die Redaktion ab der ersten Ausgabe auch Rat und Aufklärung an. Die Freundschaft enthielt sexualwissenschaftliche Berichte und Artikel über gleichgeschlechtliche Sexualität in anderen Kulturen und anderen Epochen. Deutsche und internationale Presseartikel wurden zitiert bzw. nachgedruckt. Darüber hinaus wurden auch wissenschaftliche und belletristische Literatur, Theateraufführungen und Filme besprochen und es wurde über Veranstaltungen in verschiedenen Städten informiert.

## Belletristik, Kunst und Werbung
Prosa und Lyrik bekannter und unbekannter zeitgenössischer und klassischer Autoren bildeten eine weitere Säule der Freundschaft. Dabei wurden Romane häufig über mehrere Ausgaben fortgesetzt. Offenbar durch veränderte Reproduktionsverfahren ermöglicht, nahm ab Mitte der 1920er-Jahre die Zahl der Abbildungen zu. In seltenen Fällen wurden auch dezente Aktfotos und Aktzeichnungen veröffentlicht. Zur Finanzierung der Zeitschrift trugen auch Werbeanzeigen bei, die von Zahnarztpraxen, über Fotoateliers bis zu Gaststätten reichten. In fast jeder Ausgabe wurden zudem Leserbriefe abgedruckt.

## Kontaktanzeigen

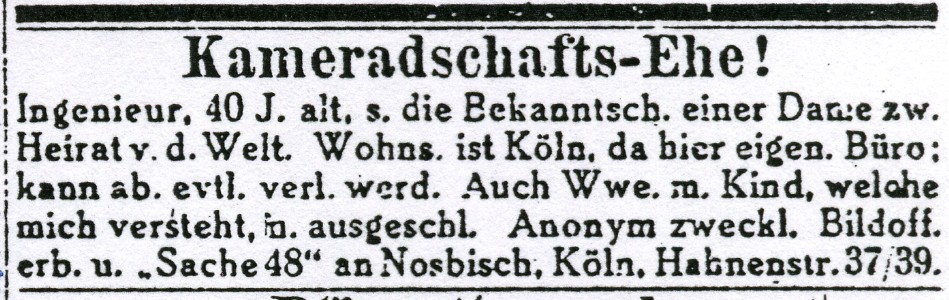
Eine typische Kontaktanzeige für eine heterosexuelle Scheinehe in der "Freundschaft"

Es gibt Publizisten, die davon ausgehen, dass es vor allem die Kontaktanzeigen gewesen seien, die Schwule und Lesben zum Kauf dieser Zeitschrift reizten. Erwin In het Panhuis hat die Kontaktanzeigen in der Freundschaft von August 1919 bis Dezember 1920 für Köln näher untersucht. Dabei hat er rund 80 schwule Kontaktanzeigen aus Köln gefunden. In anderer Form als heute verdeutlichen sie, welche Attribute und Eigenschaften den Homosexuellen früher als wichtig erschienen, was sich in den Alters- und Berufsangaben sowie in den Hinweisen auf soziale Stellung und Attraktivität widerspiegelt. In der Partnerbeschreibung werden als gewünschte Eigenschaften häufig Treue und Aufrichtigkeit angegeben. Mehr als heute arbeitete man mit Chiffrierungen – schließlich wollte die Redaktion keine Strafanzeige wegen Kuppelei riskieren und die Leserschaft keine Erpresser auf sich aufmerksam machen. Weil es aufgrund der Kontaktanzeigen aber doch oft zu Erpressungen kam, wurden sie später nur noch separat an Abonnenten verschickt. Ein interessantes Beispiel für vergleichsweise leicht dechiffrierbare Äußerungen bildet eine Kontaktanzeige für eine Kameradschafts-Ehe. Hier ist die Rede von einer Heirat v.[or] d.[er] Welt und von einer Witwe, welche mich versteht. Das sind gleich drei typische Chiffrierungen, die den Wunsch nach einer arrangierten Scheinhochzeit zum Ausdruck bringen.

## Zensur und Verbote

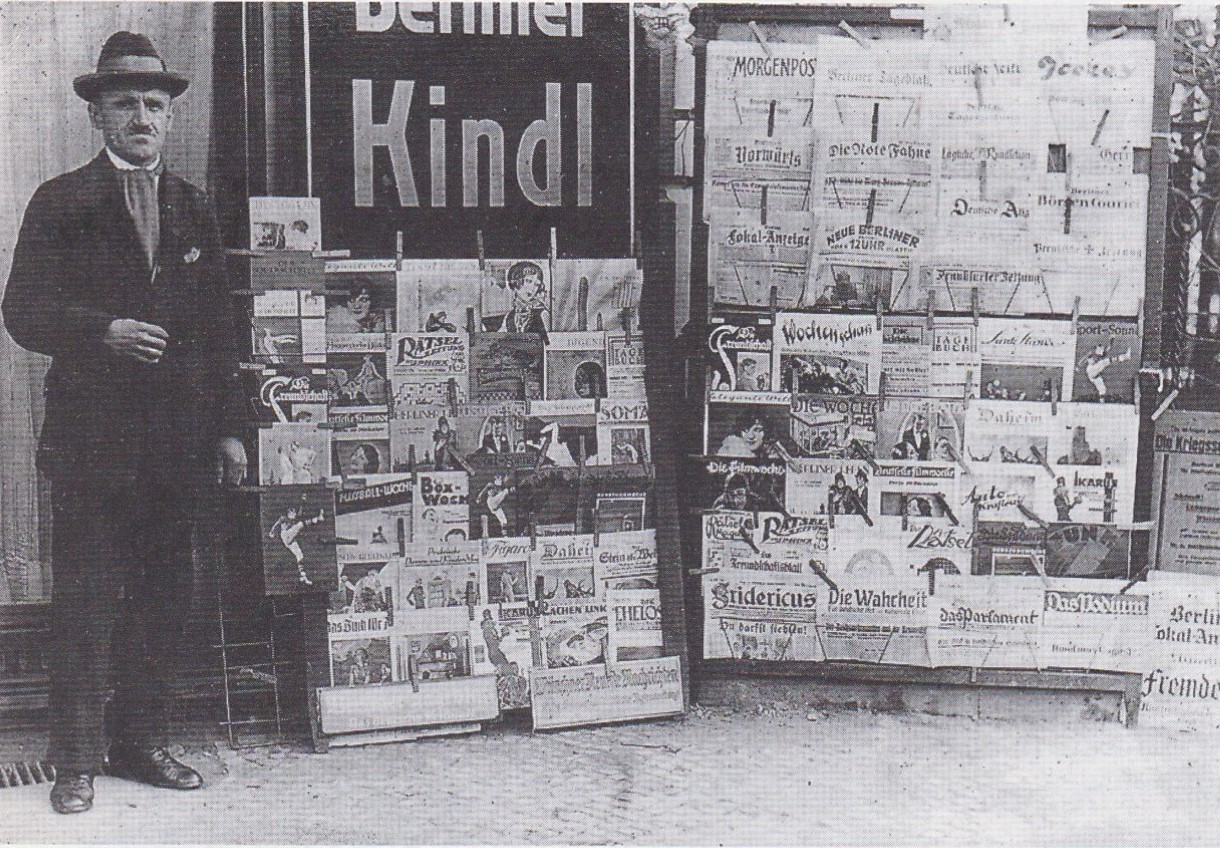
Ein Kioskverkäufer in Berlin, der auf beiden Zeitungsständern jeweils auf der linken Seite (in der Mitte) auch die "Freundschaft" zum Verkauf anbot

Von Anfang an war die Freundschaft von der Zensur bedroht. Gleich nach den ersten beiden Ausgaben wurde sie ohne Angabe von Gründen verboten. Karl Schultz benannte Die Freundschaft in Der Freund um, ab dem 4. Heft erschien sie wieder unter dem ursprünglichen Titel.
Zwischen 1919 und 1923 wurden mindestens fünf Gerichtsverfahren gegen die Freundschaft angestrengt, die zu drei Verurteilungen führten. Meistens ging es um die Verbreitung unzüchtiger Schriften, aber auch um unerlaubte Herausgabe einer Zeitschrift und bei den Kontaktanzeigen um Kuppelei. Gegen ähnliche Kontaktanzeigen heterosexueller Personen in der Presse ging die Polizei nicht vor. Dabei waren die beanstandeten Kontaktanzeigen eigentlich entsexualisiert und beinhalteten allenfalls vorsichtige Äußerungen über Körpergröße, Statur oder Haar- und Augenfarbe. Die Tatsache, dass die Freundschaft anfangs auch am Kiosk verkauft wurde, kann nicht über die Grenzen der Liberalität der Weimarer Republik hinwegtäuschen. Aus Angst vor Strafverfolgung und Verurteilungen erschien die Freundschaft ab August 1928 nur noch im Abonnement und nicht mehr im Straßenverkauf.

## Lesben und Trans*
In der Zeitschrift ging es meistens um Schwule und die Zeitschrift wurde von Männern geprägt und gemacht. Frauen bzw. Lesben bleiben in der Zeitschrift – wie auch in der gesamten Bewegung dieser Zeit – unterrepräsentiert.
In seltenen Fällen wurde auch über trans* Personen und intergeschlechtliche Menschen berichtet. So erschien im Oktober 1931 in der Freundschaft ein Beitrag mit der Überschrift: Das Lebensschicksal Lili Elbes. Der Mann, der zur Frau wurde. Lili Elbe war eine der ersten Personen, die sich einer geschlechtsangleichenden Operation unterzog. Ihr Leben wurde unter dem Titel The Danish Girl (2015) verfilmt.

## Das Ende der Zeitschrift und der Homosexuellenbewegung
In der Zeitschrift selbst wurde ihr Ende nicht angekündigt. Noch im Dezember 1932 berichtete die Freundschaft optimistisch über die Weltreise von Magnus Hirschfeld, von der er ja bald zurückkommen werde. Auch in den ersten drei Monaten von 1933 gab es keine Hinweise über eine drohende Zensur. Im März 1933 erschien die Freundschaft zum letzten Mal. Olaf Zibell-Vieth betont die durch Gerichtsprozesse bedingte schlechte wirtschaftliche Situation der Zeitung Anfang der 1930er-Jahre und baut darauf die Schlussfolgerung auf: Um das weitere Erscheinen der Zeitschrift zu unterbinden waren direkte Aktionen der Nazis nach dem 30. Januar […], da auch bisher nicht bekannt, gar nicht nötig. Damit suggeriert er, dass sie unter besseren wirtschaftlichen Verhältnissen weiter hätte erscheinen können. Der genaue Ablauf der Zerschlagung der Zeitschriften ist zwar tatsächlich lückenhaft dokumentiert. Das Ende aller Homosexuellenzeitschriften im März 1933 führt die Historikerin Claudia Schoppmann in ihrer Dissertation Nationalsozialistische Sexualpolitik und weibliche Homosexualität (1991) auf einen preußischen Erlass zur Bekämpfung unzüchtiger Schriften vom 7. März 1933 zurück. Weil die Zeitschriften in Berlin erschienen, waren sie alle von dem preußischen Erlass betroffen und direkte Einzelverbote wahrscheinlich tatsächlich unnötig. Die Verbände hinter den Zeitschriften wurden nicht direkt verboten, lösten sich jedoch unter dem Druck der Ereignisse schnell auf. Die Zerschlagung aller homosexuellen Szenestrukturen ab 1933 war ein Prozess, der in Berlin besonders früh und besonders scharf erfolgte. Auch die schon vorher geführten Prozesse gegen die Freundschaft waren zumindest teilweise Ausdruck einer verschärften politischen Situation. Aus berechtigter Sorge um sein Leben kehrte Magnus Hirschfeld von seiner Weltreise nicht mehr nach Deutschland zurück und starb 1935 im Exil.